# チャナッカレ1915橋
チャナッカレ1915橋 (トルコ語: 1915 Çanakkale Köprüsü)、あるいはチャナッカレ海峡大橋 (トルコ語: Çanakkale Boğaz Köprüsü) は、トルコ北西部チャナッカレ県にある吊橋である。ゲリボルとラープセキの町のすぐ南に位置し、マルマラ海から約10キロメートル南のダーダネルス海峡に架かる。
この橋は、28億米ドルをかけて建設される全長321キロメートルのクナル-バルケスィル高速道路の中心となる構造物で、東トラキアの高速道路O-3号線、O-6号線と、アナトリア半島の高速道路O-5号線を結ぶ。主径間の支間は2,023メートルあり、日本の明石海峡大橋を32メートル抜いて、世界でもっとも主径間の長い吊橋である。

## 設計
橋の全長は3,563メートルと計画されており、アプローチの高架橋も含めると4,608メートルに達し、オスマン・ガーズィー橋を527メートル上回って、トルコ国内では最長である。
2本の主塔の高さは318メートルあり、ヤウズ・スルタン・セリム橋についでトルコ国内では2番目に高く、また橋に限らない人工の構造物としては、トルコ国内で3番目に高い構造物である。また世界では、中華人民共和国の蘇通長江公路大橋を上回って4番目の高さの主塔である。デッキは72.8メートルの高さにあり、幅は45.06メートル、最大の厚さは3.5メートルある。合計6車線（双方向に3車線ずつ）を備え、さらに両側に保守作業用の徒歩通路を備える。

## 象徴的数値
この橋に関連する数値には象徴的な意味が与えられている。名前に付いている"1915"と、起工式の日3月18日は、第一次世界大戦中のガリポリの戦いにおいて、トルコ海軍が連合国海軍に勝利を収めた1915年3月18日を記念するものである。また主径間の長さ2,023メートルは、2023年にトルコ共和国が百周年を迎えることを意味している。